# Epulaega fracta
Epulaega fracta là một loài chân đều trong họ Aegidae. Loài này được Hale miêu tả khoa học năm 1940.